# جزر بانياك

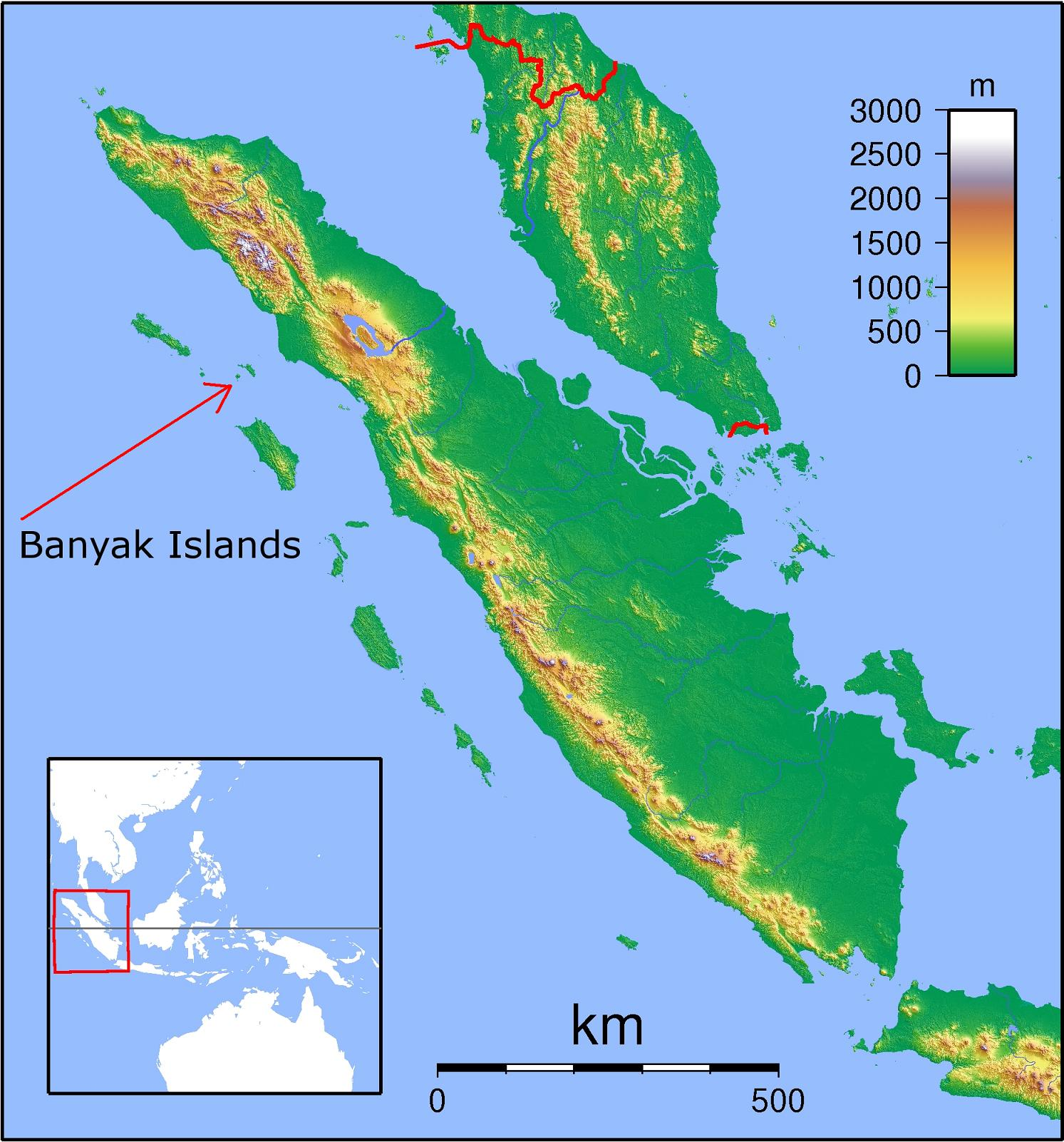
Banyak Islands

جزر بانياك (أو جزر بانجاك) هي مجموعة من الجزر غير المأهولة في معظمها تقع بين سيمولو ونياس قبالة الساحل الغربي لسومطرة في مقاطعة آتشيه في إندونيسيا، وتتألف من 99 قطعة صغيرة من الأرض. أكبر جزيرة في المجموعة هي جزيرة توانكو (أو بانياك الكبرى) ،وتعد مدينة ألابان أكبر المدن. اثنين من الجزر الرئيسية الأخرى الموجودة على جانبي توانكو هما بانغكارو (Bangkaru) وباغو (Bago).

## جغرافية الجزيرة
تبلغ مساحة الجزر 123 ميلا مربعاً (319 كيلومترا مربعاً)، وتقع شمال الجزر جزيرة نياس وعلى مسافة 18 ميلا (29 كم) غرب سومطرة في المحيط الهندي.
الجزرمحاطة بالشعاب المرجانية، لكنها مهددة بسبب أعتداء البشر والتضرر من المتفجرات والاضطرابات الجيولوجية الأخيرة.
كذلك تعرضت السلاحف البحرية في المياه القريبة من جزر بانياك أيضا من اعتداء البشر، فالسكان المحليون يجمعون بيض السلاحف للاستهلاك، كما أن السلاحف نفسها يصطادها الصيادون من سيبولجا، كون اصطياد السلاحف لغرض تصدير لحومها يعتبر تجارة مربحة. من الأنواع الأخرى المهددة من قبل البشر هي العملاق الكتوم والأطوم.
يبلغ عدد سكان الجزر 6050 نسمة. معظم الجزر غير مأهولة، وفقط توانكو وبانغكارو وباغو فيها أعداد ملحوظة من السكان.

## الزلازل وموجات تسونامي
تأثرت الجزر بشكل كبير من من زلزال عام 2004 في المحيط الهندي وموجات التسونامي الي تبعته. ولا يبعد مركز الزلزال سوى بضع مئات من الكيلومترات إلى الشمال من مجموعة الجزر. تعرضت جزر بانياك مع سيمولو ونياس لموجات لكنها كانت محمية من الضرر نسبيا بواسطة جزر مينتاواي.
تأثرت معظم الجزر الشرقية بسبب سوء البناء، حيث أن العديد من الهياكل مبنية من الخشب وليس من الخرسانة. ما يقرب من 300 من سكان مجموعة جزر لقوا حتفهم نتيجة للتسونامي.
ويقع زلزال سومطرة 2005 قليلا إلى الشرق من بانغكارو، حيث كانت الجزيرة الأقرب لمركز الزلزال. وضرب الجزيرة تسونامي، وعلى الرغم من ذلك فإنه قد حدثت أضرار بسيطة نظرا لقلة عدد السكان في الجزيرة. لم تكن هناك خسائر بشرية أو إصابات. بسبب الفاصل بين بانغكارو وتوانكو، تسبب الزلزال في ارتفاع بانغكارو وانخفاض توانكو. تلوثت الآبار بالمياه المالحة في أعقاب الموجات العالية التي ضربت القرى، وتدفق تسونامي مسافة 100-200 متر داخل الغابات الكثيفة. وحملت موجات التسونامي الرمال حتى تجمعت عند جذوع الأشجار حتى تجمعت إلى ارتفاع يصل إلى متر واحد فوق مستوى سطح الأرض.

## الاقتصاد

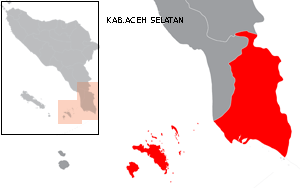
موقع الجزر قرب جزيرة سينغكيل

### السياحة
منطقة تتمتع بشعبية بين السياح كون مياهها تزخر بأفضل موجات مناسبة للتزلج على الماء خاصة في بانغكارو.

### الصيد
يعد صيد السمك مصدراً رئيسياً للاقتصاد المحلي، ويستخدم الصيادون قوارب صغيرة وبصورة فردية.

### الزراعة
في الجزر، يوجد دعم للزراعة المحدودة، رغم أن هذا غير كاف لتلبية احتياجات سكان الجزر، لذا يتم جلب كمية مناسبة من المواد الغذائية الطازجة في من سينغكيل.

### الميناء
البنية التحتية للجزر محدودة خصوصا بعد الأضرار الجسيمة التي تعرض لها الميناء جراء موجات المد والتسونامي، والتنمية الاقتصادية مواصلة النضال حتى يتم بناء مرافق جديدة للمرفأ.

## وصلات خارجية
- موقع جزيرة بانياك
- موقع جزر بانياك نسخة محفوظة 23 ديسمبر 2006 على موقع واي باك مشين.
- التغيرات الساحلية للجزر
- المساعدات المريكية بعد التسونامي
- منظمة الصحة العالمية
- من موقع ويفسكيب
- مئات الضحايا بعد الزلزال في جزر بانياك - Asia News.it (30 آذار 2005)
- موقع Relief Web